# Digby Smith
Digby Smith (Aldershot, 1º gennaio 1935 – Thetford, 9 gennaio 2024) è stato uno storico britannico specializzato nelle guerre napoleoniche.
Figlio di un soldato di carriera, nacque nell'Hampshire, in Inghilterra, ma trascorse diversi anni in India e Pakistan da bambino e da ragazzo. Entrò nell'esercito britannico all'età di 16 anni. Successivamente fu assegnato al Royal Corps of Signals e ricoprì diversi incarichi presso l'Armata britannica del Reno.
Dopo una carriera nel British Army Signal Corps, si ritirò e con un amico fondò un'azienda che vendeva giubbotti antiproiettile, seguita da diversi anni di lavoro nel settore delle telecomunicazioni. Dopo il suo secondo pensionamento, visse per un po' ad Hanau, in Germania, tornando poi in Gran Bretagna.
Dal suo ritiro dall'esercito, originariamente sotto lo pseudonimo di Otto von Pivka, scrisse un'altra dozzina di libri, avventurandosi nella storia narrativa con il suo 1813: Leipzig: Napoleon and the Battle of the Nations del 2001 e Charge!: Great Cavalry Charges of the Napoleonic Wars del 2003. Il suo Greenhill Napoleonic Wars Data Book: Actions and Losses in Personnel, Colours, Standards and Artillery, 1792–1815 (1998) divenne uno standard per gli storici, i rievocatori e gli appassionati delle guerre rivoluzionarie francesi e delle guerre napoleoniche.

## Famiglia
Smith nacque il 1º gennaio 1935 presso l'ospedale militare "Louise Margaret" di Aldershot, Hampshire, figlio di George Frederick Smith, un caporale del reggimento segnalatori della 2ª divisione di fanteria. Nel 1937 fu inviato in India nel reggimento segnalatori della 9ª divisione di fanteria al confine afghano a Quetta, nel Belucistan. Il terremoto di Quetta del 1935 devastò la zona e costrinse la famiglia a vivere in una tenda. Allo scoppio della seconda guerra mondiale nel 1939, suo padre fu inviato in Malesia dove nel 1941, prese parte ai combattimenti vicino a Kota Baru; alla fine fu catturato a Singapore, e fu uno dei 60.000 prigionieri di guerra alleati che costruirono la ferrovia Birmania-Siam.
Ritornato nel 1942 ad Aldershot, Digby Smith fu mandato, prima, alla East End Primary School, dove vinse una borsa di studio per la Farnborough Grammar School. Dopo la guerra, in un altro periodo vissuto in India e Pakistan, la famiglia soggiornò a Rawalpindi. George Smith, all'epoca maggiore, fu distaccato presso il Pakistan Signal Corps. In assenza di scuole adeguate, il tredicenne Digby frequentò la Pakistan School of Signals vicino al Lalkurti Bazaar, dove ebbe la sua prima formazione in elettronica.

## Carriera militare
Nel 1950 tornò in Inghilterra e a scuola, ma lasciò la Farnborough Grammar School all'età di 16 anni per entrare nell'esercito come apprendista tecnico delle telecomunicazioni. Ricevette una formazione aggiuntiva a Minden nel 1954 come Tecnico di Classe III. Dopo un periodo di sei mesi presso la fabbrica di radio elettriche Pintsch a Costanza, Smith tornò a Duisburg, dove conobbe la sua futura moglie.
Nel 1960 la commissione selettrice dell'ufficio di guerra lo inviò alla Mons Officer Cadet School di Aldershot, dove ebbe il suo incarico di tenente nel 10º reggimento segnalatori, assegnato a Krefeld, nel Nord Reno-Westfalia, in Germania. Qui Smith, da comandante di truppa, utilizzò lo stesso equipaggiamento Pintch che aveva studiato a Costanza. Nel 1961 ricevette un incarico nel Royal Corps of Signals e prestò servizio nell'Armata britannica del Reno. Mentre era in servizio lì, studiò il tedesco ed esplorò il suo crescente interesse per la storia militare degli antichi stati tedeschi del Sacro Romano Impero. La prima incursione di Smith nella storia napoleonica avvenne per caso alla caserma Bradbury a Krefeld: in qualità di linguista qualificato, gli fu chiesto di operare ricerche sulla storia del reggimento tedesco originalmente stanziato nella caserma, come parte del 20º anniversario della presenza dell'RCS nel luogo. La sua ricerca lo portò al 2º Reggimento Ussari di Westfalia, che a loro volta discendevano dai Cheaveau Legers Uhlanen del Ducato di Berg vestiti di verde e viola. Questo variopinto reggimento ebbe come capostipite l'altrettanto variopinto Gioacchino Murat, re di Napoli e maresciallo di Francia sotto Napoleone.
Nel 1965 si trasferì al Royal Army Ordnance Corps, dove lavorò nel campo dell'informatica, della logistica e dello studio del lavoro. Dal 1970 al 1972, lavorò presso la Scuola di Comando e Stato Maggiore della Bundeswehr, situata a Blankenese, vicino ad Amburgo.

## Post-militare
Dopo aver prestato servizio per un breve periodo presso il Ministero della Difesa, a Whitehall, si ritirò dall'esercito per iniziare una nuova carriera, vendendo giubbotti antiproiettile alla polizia tedesca, a quel tempo impegnata a combattere la Rote Armee Fraktion e altri gruppi terroristici. Nel 1981, i mercati della logistica e dei servizi ai clienti ad alta tecnologia lo portarono verso aziende internazionali di computer e telecomunicazioni con sede in Germania, Arabia Saudita e a Mosca. Durante il suo incarico a Mosca, dove trascorse quattro anni, fece diversi viaggi sul campo di battaglia di Borodino e continuò a sviluppare il materiale per il suo compendio, Napoleonic Wars Data Book.
Nel 1995 iniziò a concentrarsi a tempo pieno sulla scrittura di storia militare, pubblicando alcuni titoli per Osprey Military Publishing sotto lo pseudonimo di Otto von Pivka.

## Vita privata
Sposò Rita Prime nel 1961 ed ebbero tre figli. Divorziò nel 1984 e si sposò una seconda volta con un'infermiera, Edna Bluck, conosciuta in Arabia Saudita.

## Pubblicazioni
Il lavoro di Smith nella serie Osprey, Men at War, aveva già ricevuto un notevole interesse da parte degli appassionati, hobbisti e rievocatori della guerra napoleonica, quando Greenhill pubblicò Napoleonic Wars Data Book. Si è trattato di un progetto durato 20 anni, riguardo al quale Smith ha commentato: «Questo è il libro più grande e complesso che ho prodotto fino ad oggi e senza aver dedicato gli ultimi anni a tempo pieno, a una solida ricerca e presentazione, questo lavoro non sarebbe mai stato realizzato». In questo enorme volume (582 pagine, grande formato, 264 x 204 mm), Smith ha compilato le statistiche disponibili di quasi tutti gli scontri a fuoco delle guerre rivoluzionarie francesi e delle guerre napoleoniche, quasi 2000 scontri, compresi quelli in Europa, Egitto, Palestina e Siria. Il risultato è stato un libro di consultazione altamente specializzato che elenca, in ordine cronologico, le battaglie, le scaramucce e le azioni di quasi 25 anni di guerra mondiale, rendendolo un punto di partenza standard per la ricerca sulle battaglie delle guerre napoleoniche. Include anche le forze coinvolte, i comandanti, i gradi, i nomi e i tipi di unità e qualche commento occasionale sulla battaglia.
Il Data Book consolidò la reputazione di Smith come appassionato di storia napoleonica, anche se non necessariamente come studioso. La sua prima incursione nella scrittura storica narrativa, 1813 Lipsia, incontrò recensioni contrastanti. Da un lato, Smith includeva interessanti resoconti narrativi in prima persona dei quattro giorni della battaglia, e questo era considerato il punto di forza principale del suo lavoro. D'altro canto, però, la contestualizzazione dei resoconti in prima persona era meno accurata, e in particolare i primi due capitoli erano viziati da frequenti errori fattuali. Pieno di resoconti avvincenti della battaglia e delle reazioni delle persone ad essa, il libro di Smith è stato considerato una lettura interessante per gli studenti di storia militare, ma non necessariamente un contributo accademico agli studi napoleonici.
Nel più recente Charge, Smith ha adottato alcuni degli stessi elementi stilistici. Dopo aver spiegato come si formavano, si addestravano e operavano le unità a cavallo, Smith si concentra su 13 specifiche battaglie per illustrare come la cavalleria poteva cambiare, e ha cambiato, le sorti di diversi scontri come Austerlitz, Eylau, Borodino, Albuera, Marengo e Waterloo, Liebertwolkwitz e Mockern, e le incursioni alleate sulla Francia del 1813.

### Come Otto von Pivka
- Pivka, Otto von. The Black Brunswickers. London: Osprey, 1973.
- Pivka, Otto von. The armies of Europe today. 1974.
- Pivka, Otto von. The King's German Legion. London: Osprey, 1974.
- Pivka, Otto von. The Armies of Europe To-Day. Berkshire: Osprey, 1974.
- Pivka, Otto von. Napoleon's Polish Troops. 1974.
- Pivka, Otto von. The King's German Legion. Men-at-arms series. Reading: Osprey Publishing, 1974.
- Pivka, Otto von, and Michael P. Roffe. Napoleon's German Allies. Reading: Osprey Publishing, 1975.
- Pivka, Otto von, and M. Roffe. Spanish Armies of the Napoleonic Wars. London: Osprey, 1975.
- Pivka, Otto von, and M. Roffe. Napoleon's German Allies (1). Westfalia and Kleve-Berg. London: Osprey, 1975.
- Pivka, Otto von. Spanish Armies of the Napoleonic Wars. London: Osprey Publishing, 1975.
- Pivka, Otto von, and Michael P. Roffe. Spanish armies of the Napoleonic Wars. London: Osprey, 1975.
- Pivka, Otto von, and G. A. Embleton. Napoleon's German Allies 2 Nassau & Oldenburg. Men-at-arms series, 43. London: Osprey Pub, 1976.
- Pivka, Otto von. Napoleon's German Allies (2). Nassau and Oldenburg. London: Osprey, 1976.
- Pivka, Otto von. Napoleon's German allies (2): Nassau and Oldenburg. London: Osprey, 1976.
- Pivka, Otto von. The French Army Including Foreign Regiments in French Service and the Confederation of the Rhine. Cambridge: Stephens, 1977.
- Pivka, Otto von. Armies of 1812. Vol.1, The French Army Including Foreign Regiments in French Service and the Confederation of the Rhine. Cambridge: Stephens, 1977.
- Pivka, Otto von. Armies of 1812, Bd. I: The French Army Including Foreign Regiments in French Service and the Confederation of the Rhine. Cambridge: Patric Stephens, 1977.
- Pivka, Otto von. The Portuguese Army of the Napoleonic Wars. Men-at-arms series. London: Osprey, 1977.
- Pivka, Otto von. The Portuguese Army of the Napoleonic Wars. London: Osprey, 1977.
- Pivka, Otto von. Armies of 1812. Cambridge: Stephens, 1977.
- (in German) Pivka, Otto von, and Gerry A. Embleton. Napoleons Verbündete in Deutschland 2, Nassau und Oldenburg / G. A. Embleton (Farbtaf.). Bonn: Wehr und Wissen, 1979.
- Pivka, Otto von. Napoleon's Italian and Neapolitan Troops. London: Osprey Publishing, 1979.
- (in German) Pivka, Otto von, and Michael Roffe. Napoleons Verbündete in Deutschland 1, Westfalen und Kleve-Berg / Michael Roffe (Farbtaf.). Bonn: Wehr und Wissen, 1979.
- Pivka, Otto von. Armies of the Napoleonic Era. Newton Abbey: David & Charles, 1979.
- (in German) Pivka, Otto von. Nassau und Oldenburg. Armeen und Waffen, 2. Bonn: Wehr u. Wissen Verl, 1979.
- Pivka, Otto von.  Navies of the Napoleonic Era. David and Charles, 1980.

### Come Digby Smith
- Smith, Digby George, and Angus McBride. The British Army, 1965–80: Combat and Service Dress. Men-at-arms series. London: Osprey Publishing, 1977.
- Smith, Digby George. Army uniforms. 1980.
- Smith, Digby George. Army Uniforms Since 1945. Poole [Eng.]: Blandford Press, 1980.
- Smith, Digby George. The Greenhill Napoleonic Wars Data Book. London: Greenhill Books, Mechanicsburg, PA: Stackpole Books, 1998.
- Smith, Digby George. Borodino. Moreton-in-Marsh, Gloucestershire: Windrush, 1998.
- Smith, Digby George. Napoleon's Regiments: Battle Histories of the Regiments of the French Army, 1792–1815. London: Greenhill Books, 2000.
- Smith, Digby George. Napoleon's Regiments: Battle Histories of the Regiments of the French Army, 1792–1815. London [u.a.]: Greenhill Books [u.a.], 2000.
- Smith, Digby George. 1813: Leipzig : Napoleon and the Battle of the Nations. London: Greenhill books, 2001.
- Smith, Digby George. 1813, Leipzig: Napoleon and the Battle of the Nations. London: Greenhill Books, 2001.
- Smith, Digby George. 1813: Leipzig ; Napoleon and the Battle of the Nations. London: Greenhill, 2001.
- Smith, Digby George. Armies of 1812: The Grand Armeé and the Armies of Austria, Prussia, Russia and Turkey. Staplehurst: Spellmount, 2002.
- Smith, Digby George. Charge!: Great Cavalry Charges of the Napoleonic Wars. London: Greenhill, 2003.
- Smith, Digby George. Navies of the Napoleonic Era. Atglen, PA: Schiffer Pub, 2004.
- Smith, Digby George. Napoleon against Russia: A Concise History of 1812. Barnsley: Pen & Sword Military, 2004.
- Smith, Digby George. Armies of the Napoleonic Era. Atglen, PA: Schiffer Pub, 2004.
- Smith, Digby George. Napoleon against Russia: A New History of 1812. Barnsley: Pen & Sword Military, 2004.
- Smith, Digby George. The Prussian Army to 1815. Atglen, PA: Schiffer Pub, 2004.
- Smith, Digby George. Napoleon against Russia: A New History of 1812. Barnsley: Pen & Sword Military, 2004.
- Smith, Digby George. Napoleon against Russia: A Concise History of 1812. Barnsley: Pen & Sword Military, 2004.
- Smith, Digby George. Uniforms of the Napoleonic Wars. London: Lorenz, 2005.
- Smith, Digby George. The Decline and Fall of Napoleon's Empire: How the Emperor Self-Destructed. London: Greenhill Books [u.a.], 2005.
- (in Polish) Smith, Digby George, and Mariusz Olczak. Lipsk 1813. Seria Napoleońska. Gdańsk: Finna, 2005.
- Smith, Digby George, and Jeremy Black. An Illustrated Encyclopedia of Uniforms of the Napoleonic Wars: An Expert, in-Depth Reference to the Officers and Soldiers of the Revolutionary and Napoleonic Period, 1792–1815. Illustrated encyclopaedia. London: Lorenz, 2006.
- Smith, Digby George. Armies of 1812: The Grand Armée and the Armies of Austria, Prussia, Russia and Turkey. Staplehurst: Spellmount, 2007.
- Smith, Digby George, Kevin F. Kiley, and Jeremy Black. An Illustrated Encyclopedia of Uniforms from 1775–1783, the American Revolutionary War: An Expert Guide to the Uniforms of the American Militias and Continental Army, the Armies and Navies of Great Britain and France, German and Spanish Units, and American Indian Allies. London: Lorenz Books, 2008.
- Smith, Digby. Armies of the Seven Years' War: Commanders, Equipment, Uniforms and Strategies of the 'First World War. Stroud: The History Press, 2013.

### Citazioni
1. ↑  Editors.  Bio: Digby Smith.. On the  Napoleon Series.. Robert Burnham, editor in chief. 1995–2010; Lionel Wigmore. The Japanese Thrust – Australia in the War of 1939–1945. Canberra: Australian War Memorial, 1957, p. 588
2. 1 2 3 4 5 6  Editors.  Bio: Digby Smith..
3. ↑  The Cultural Experience.  Digby Smith (archiviato dall'url originale il 6 luglio 2010). Alan Rooney. Battle Field Tours. 2010.
4. 1 2 3  The Cultural Experience.  Digby Smith (archiviato dall'url originale il 6 luglio 2010).
5. ↑  Digby Smith.  Writing the Databook..  Napoleon Series.. Robert Burnham, editor in chief. 1998.
6. ↑  Martin Liechty,  "Review of Greenhill Napoleonic Wars Data Book.. In  Napoleon Series.. Robert Burnham, editor in chief. 1998.
7. ↑  Robert Wilde, European history guide.
8. ↑  Michael Leggiere. "Review of: Digby Smith, 1813 Leipzig." The Journal of Military History, Vol. 65, No. 4 (Oct. 2001), pp. 1092–1093.
9. ↑  David Lee Poremba. "Charge!: Great Cavalry Charges of the Napoleonic Wars (Review)." Library Journal. New York: 15 maggio 2003. (128:19), p. 104.